# Overtone

Overtone — середовище для музичного програмування на основі мови Clojure та звукого сервера SuperCollider, оптимізоване для програмування в режимі реального часу (livecoding). З технічної точки зору Overtone це:
- Прикладний програмний інтерфейс (API) на мові Clojure для звукого сервера SuperCollider;
- Бібліотека музичних функцій (лади, акорди, ритми, арпеджіатори тощо);
- Система виконання функцій у часі для створення послідовностей музичних подій і для програмування в реальному часі;
- Взаємодія з пристроями MIDI;
- Підтримка протоколу Open Sound Control;
- Можливість локального кешування зовнішніх ресурсів, як то файли .wav;
- Прикладний програмний інтерфейс для пошуку й завантаження звуків із freesound.org;
- Глобальний паралелізований потік подій.[4]